# Батальон специальных операций (Хорватия)
Батальон специальных операций (хорв. Bojna za specijalna djelovanja, сокращённо BSD) — подразделение специального назначения вооружённых сил Хорватии, образованный 8 сентября 2000 после объединения Хорватского центра обучения спецназа и 1-го хорватского гвардейского корпуса. Это подразделение является одним из лучших в вооружённых силах Хорватии по снабжению и эффективности действий. Штаб-квартира расположена в казарме «Дргомаль» в Делнице. Неофициально хорватских спецназовцев из батальона называют «Зелёными беретами» по отличительному признаку их униформы — зелёным беретам.

## Описание[2]
Костяк батальона составляют хорватские военнослужащие, участвовавшие в Гражданской войне в Югославии как члены специальных и разведывательных подразделений, а также гарнизонных частей. Это подразделение обучено вести боевые действия на суше, на море и в воздухе, в любых погодных условиях и на любой местности. Батальон может совершать высадку в тыл противника, проводить антитеррористические операции, оказывать помощь пострадавшим в результате аварий и стихийных бедствий, участвовать в международных военных операциях, а также проводить разведку местности и диверсии. Оснащён самым современным оружием.
Текущая структура была утверждена в 2008 году, когда численность батальона была удвоена. Реструктуризация армии привела к тому, что все специальные подразделения воздушно-десантных войск, морской пехоты и сухопутных частей были интегрированы в единое подразделение, которым и стал батальон. В составе батальона несут службу бывшие работники полиции, морские коммандос и десантники, которые проводят учения по подводному плаванию, прыжкам с парашютом, альпинизму и снайперским стрельбам.

## Структура
- Командование — управление всеми пятью ротами, коммуникациями, снабжением, медицинской помощью и транспортом.
- 1-я рота — воздушное десантирование, разведывательные операции
- 2-я рота — боевые действия в горах, военный альпинизм
- 3-я рота — морское десантирование, подводные боевые действия
- 4-я рота — бои в городских условиях, антитеррористические операции
- Рота огневой поддержки — действия снайперов, обстрел из миномётов, огневая поддержка других четырёх рот

## Отбор
Заявку на службу в подразделении может подать в добровольном порядке любой служащий вооружённых сил Хорватии. Все кандидаты проводят психологические тесты и медицинское обследование, а затем приступают к непосредственной подготовке. Те, кто проходит успешно отбор, несёт службу в лагере на Удбине в течение 90 дней. Там каждый обучается своей специальности: подводному плаванию, десантированию с воздуха, антитеррористической тактике, военному альпинизму или огневой поддержке. Обучение может проводиться как в Хорватии, так и за рубежом. Основным требованием является служба в вооружённых силах Хорватии на протяжении хотя бы двух лет. Средняя численность проходящих подготовку составляет до 80 человек, из них 40 человек проходят все испытания и выбирают специализацию, и только 10-12 человек успешно сдают все экзамены на право служить в батальоне.

## Вооружение

### Стрелковое оружие
- Пистолет Springfield Armory XD
  - Springfield Armory XD9
  - Springfield Armory XD45
- Пистолет-пулемёт HK MP5
  - HK MP5A3
  - HK MP5SD3
- Пистолет-пулемёт HK UMP
  - HK UMP9
  - HK UMP45
- Пистолет-пулемёт HK MP7
  - HK MP7A1
  - HK MP7A2
- Автомат HK G36
  - HK G36KV
  - HK G36C
- Автомат HK 416 D14.5RS Gen. 2
- Автомат HK417 16" 'Recce' / 'Recon'
- Автомат VHS
  - VHS-D
  - VH-K
  - VHS 2
- Автомат FN F2000
- Автомат FN SCAR
  - FN SCAR L
  - FN SCAR H
- Автомат M4A1
- Автомат Steyr AUG A3
- Автомат ACR Compact
- Пулемёт Браунинг М2
- Пулемёт FN M249
- Пулемёт FN MAG
- Пулемёт Ultimax 100
- Пулемёт MG36
- Снайперская винтовка Sako TRG-42 (.300 Winchester Magnum)
- Снайперская винтовка MACS
  - MACS M3
  - MACS M4
- Снайперская винтовка RT-20M1
- Снайперская винтовка M40A5
- Снайперская винтовка Barrett M82A1
- Снайперская винтовка Steyr SSG 69 P4
- Снайперская винтовка HK PSG1
- Дробовик Mossberg 500
- Дробовик SPAS-12
- Дробовик Benelli M4 Super 90
- Дробовик Maverick 88

| - Гранатомёт Mk.19 AGL - Гранатомёт RBG-6 - Гранатомёт HK AG36 - Миномёт M57 - Миномёт M96 - ПЗРК 9К38 «Игла» - ПЗРК FIM-92 Stinger | - ПТРК «Метис» - 9К115 «Метис» - 9К115-2 «Метис-М» - ПТРК 9М113 «Конкурс» - ПТРК 9К111 «Фагот» - ПТРК 9К11 «Малютка» - РПГ M79 «Оса» - РПГ AT4 - РПГ-7 | - Автомобиль Mercedes G - БМП Iveco LMV - БТР BOV - Бронеавтомобиль M-ATV - БМП M1151 - БТР Patria AMV - Вертолёт Bell 206 - Вертолёт Ми-171 - Вертолёт Ми-8АМТШ |